# Troleibuzele din Brașov
Rețeaua de troleibuz din Brașov este singura rețea de transport electric din oraș, după desființarea tramvaiului în 2006. Rețeaua a fost inaugurată în 1 mai 1959.

## Istoric

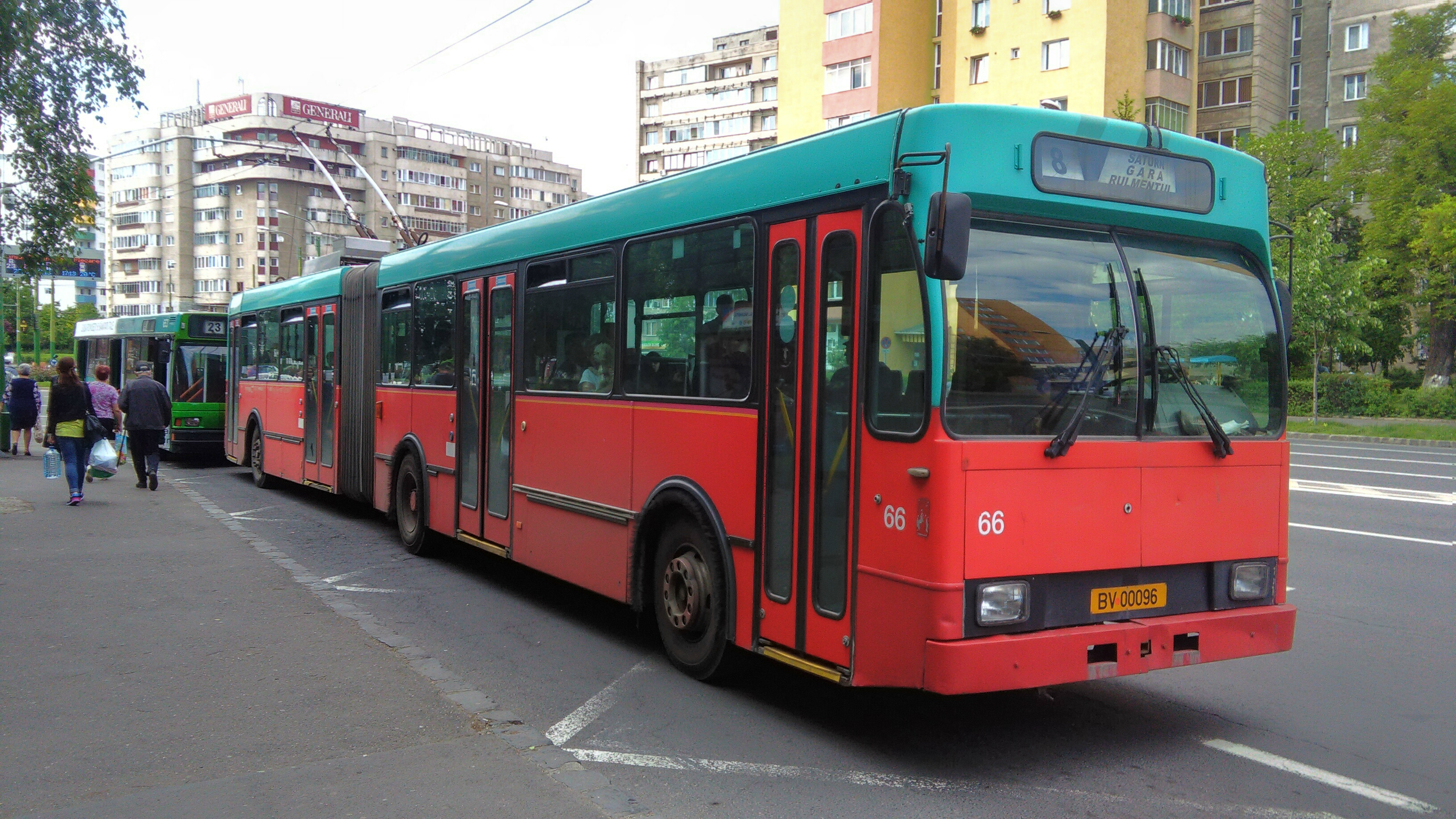
Troleibuz Volvo, circulând pe linia 8

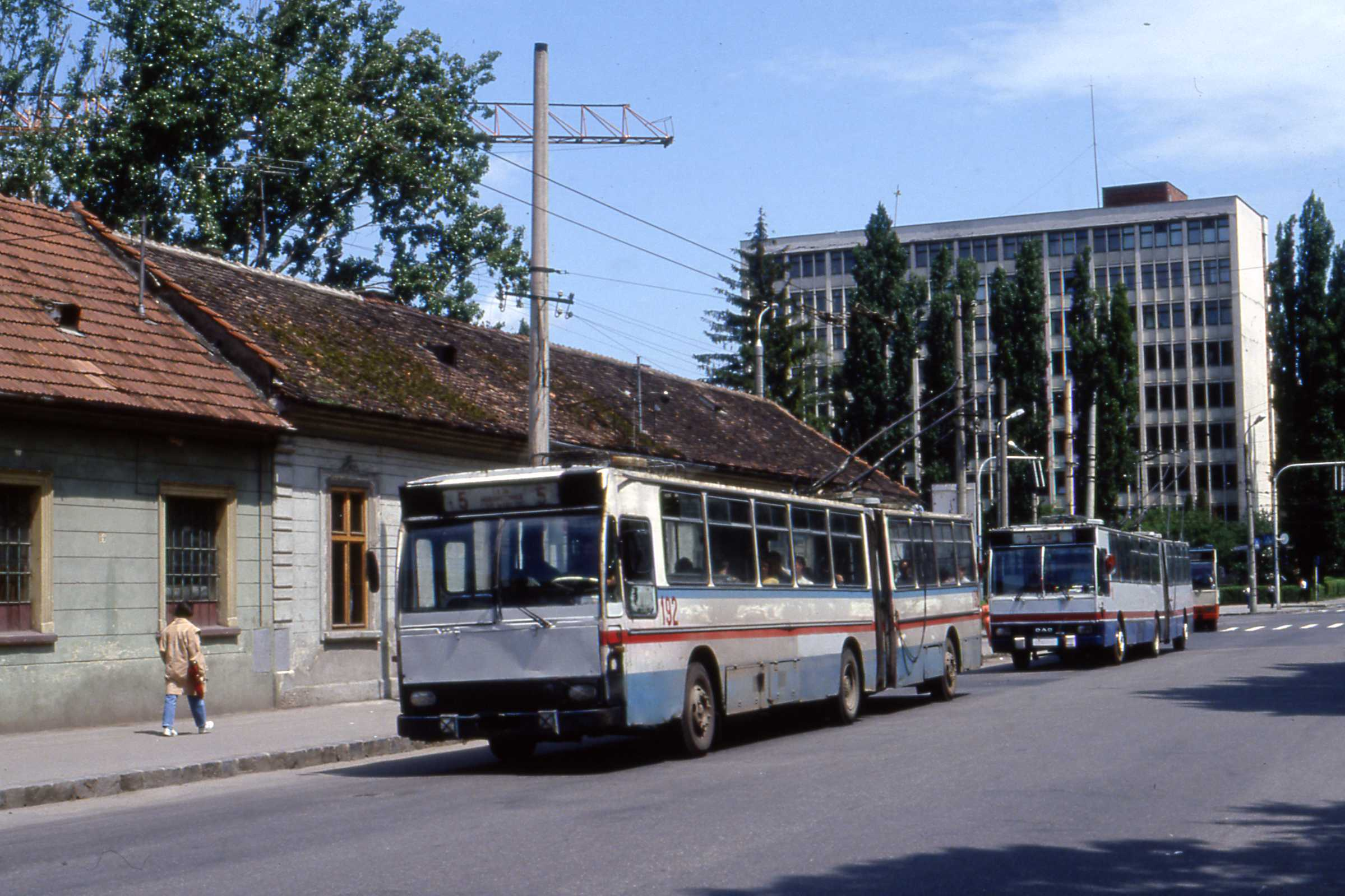
Troleibuze DAC 117E

Încă din anii 1940 existau planuri de a lega Gara C.F.R. de centrul orașului și de zonele industriale din est cu un troleibuz. În 1943 au fost aduse câteva troleibuze din Cernăuți, dar nu au fost folosite niciodată. Pe 1 mai 1959 a fost deschisă linia 1 (Pe Tocile–Centru–Gara Veche), în lungime de 5 km și dotată cu 18 troleibuze. Înainte de Revoluția din 1989 rețeaua ajunsese la 32,1 km fiind apoi redusă gradual până la 18,2 km în noiembrie 2017.
După retragerea tramvaiului în 2006, compania de transport a luat în considerare și renunțarea la troleibuze datorită costurilor de construcție a rețelei și a costurilor de mentenanță mai ridicate decât în cazul autobuzelor diesel. Totuși, în anul 2015 a fost adoptat studiul de oportunitate al unui proiect ce prevede completarea transportului electric cu troleibuze prin achiziționarea a 40 de autobuze electrice.
Începând cu luna mai 2020, au fost introduse în circulație, treptat, 26 de troleibuze Solaris Trollino 18Š, cu echipare electrică provenită de la Škoda acestea fiind repartizate pe liniile 1, 2, 6 și 31, iar începând cu luna Decembrie 2021, au mai intrat în circulație alte 25 de troleibuze, Solaris Trollino 18M, cu echipare Medcom, pe liniile 7, 8, 3, 10 și 33.

## Linii

### Trasee actuale
- 1: Livada Poștei - Triaj
- 2: Livada Poștei - Rulmentul
- 3: Stadionul Tineretului - Valea Cetății
- 6: Livada Poștei - Saturn
- 7: Rulmentul - Roman S.A.
- 8: Rulmentul - Saturn
- 10: Triaj - Valea Cetății
- 31: Valea Cetății - Livada Poștei
- 33: Valea Cetății - Roman S.A.

### Trasee desființate
Printre traseele de troleibuz desființate din Brașov se numără: 1b, 2b, 3b, 4, 5, 5b, 9, 9b, 10, 10b, 16, 30, 31b si 32.

## Vehicule
| Model               | Imagine | An introducere | Comentarii |
| Renault ER100H      |         | 2011           | Produs între 1983 și 1989, cumpărat rulat și livrat în ianuarie 2011. Capacitate: necunoscut. 2 osii, 4 sau 6 uși. |
| Solaris Trollino 18 |         | 2020           | Introdus în mai 2020. Capacitate: 137 (40 pe scaune). 3 osii, 4 uși.                                               |

### Galerie de imagini

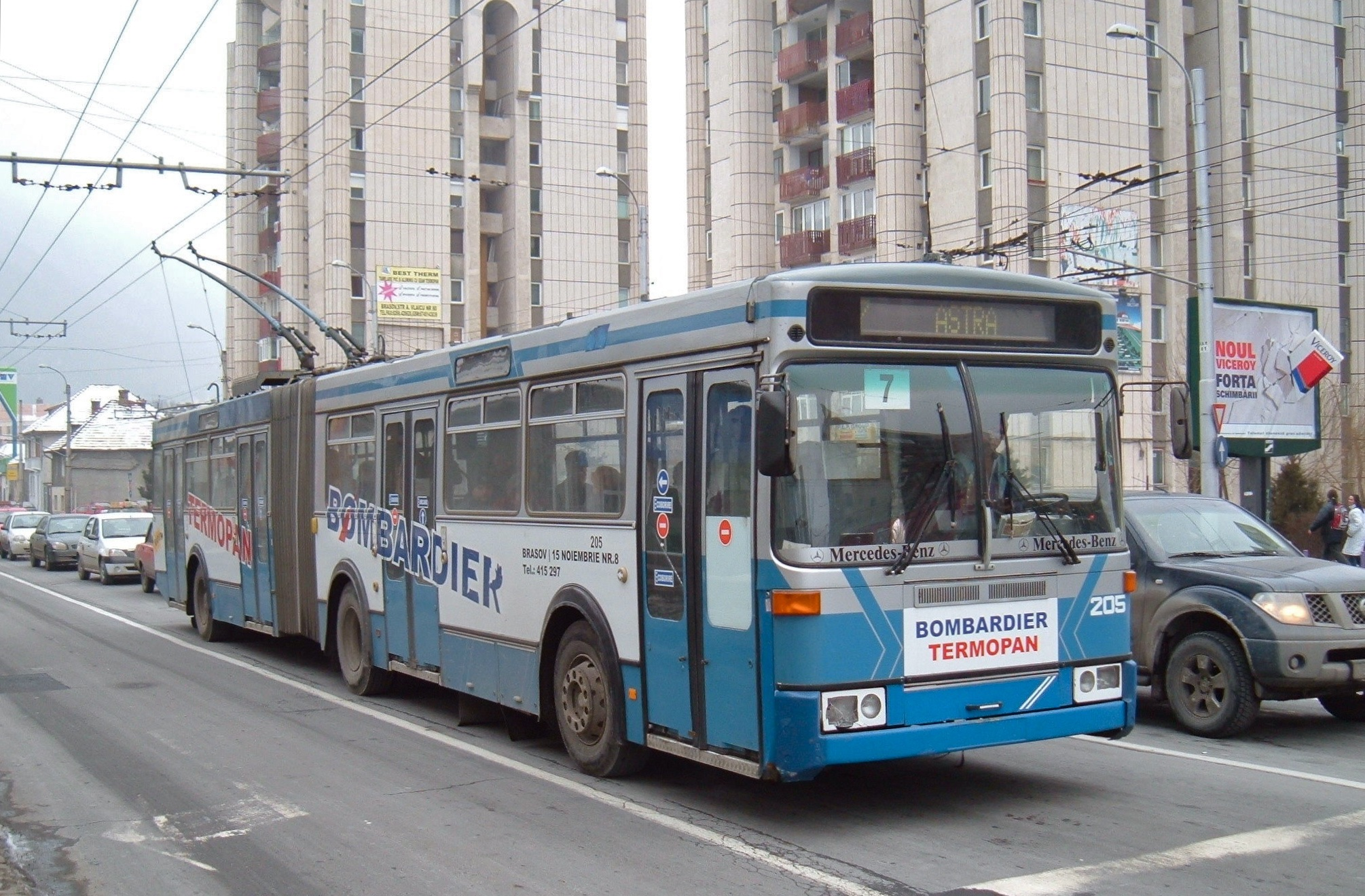
Troleibuz Vetter articulat (cumpărat second-hand din Lugano) pe linia 7, februarie 2006
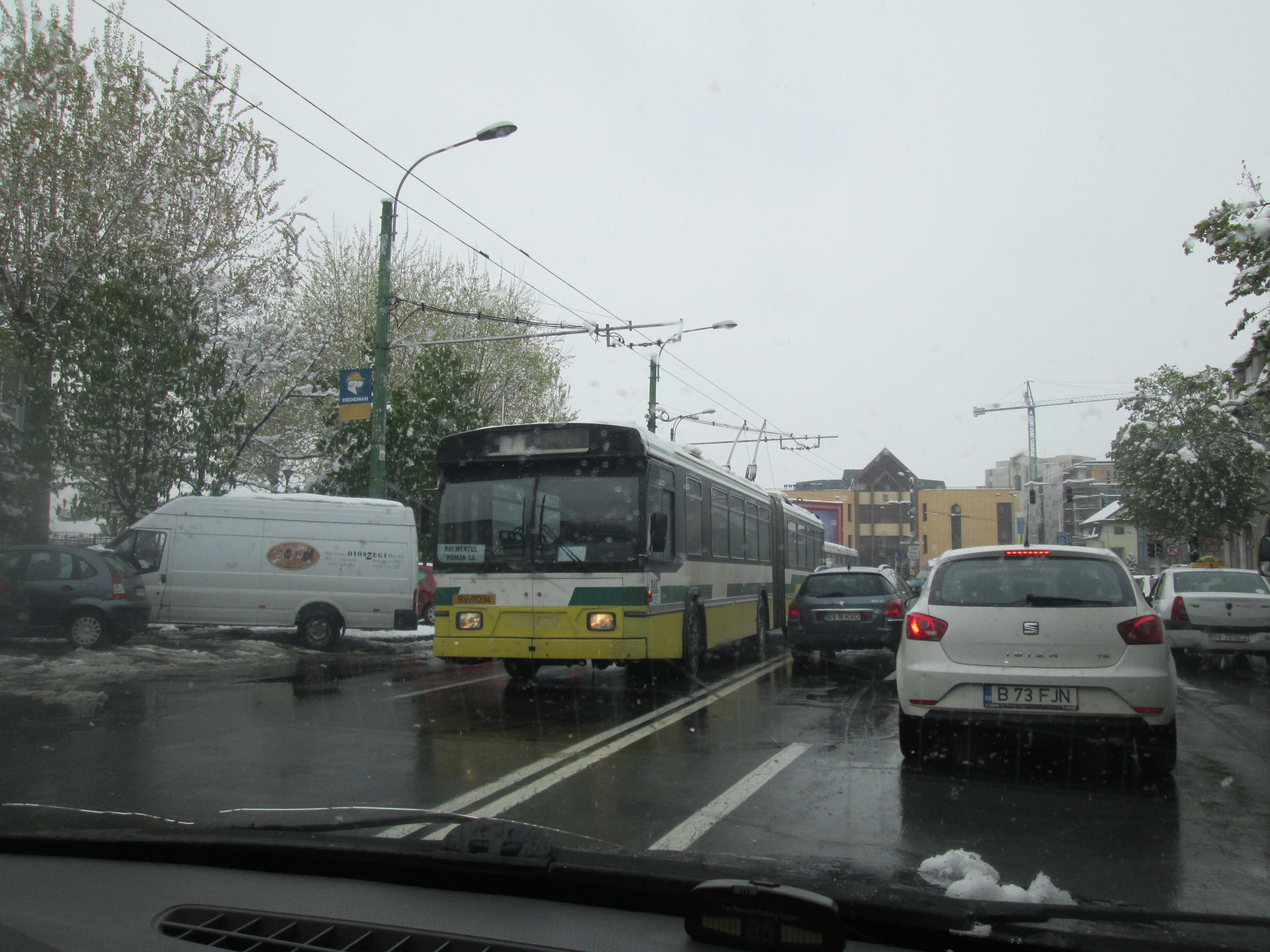
Troleibuz FBW 91GTS (cumpărat second-hand din Neuchatel)
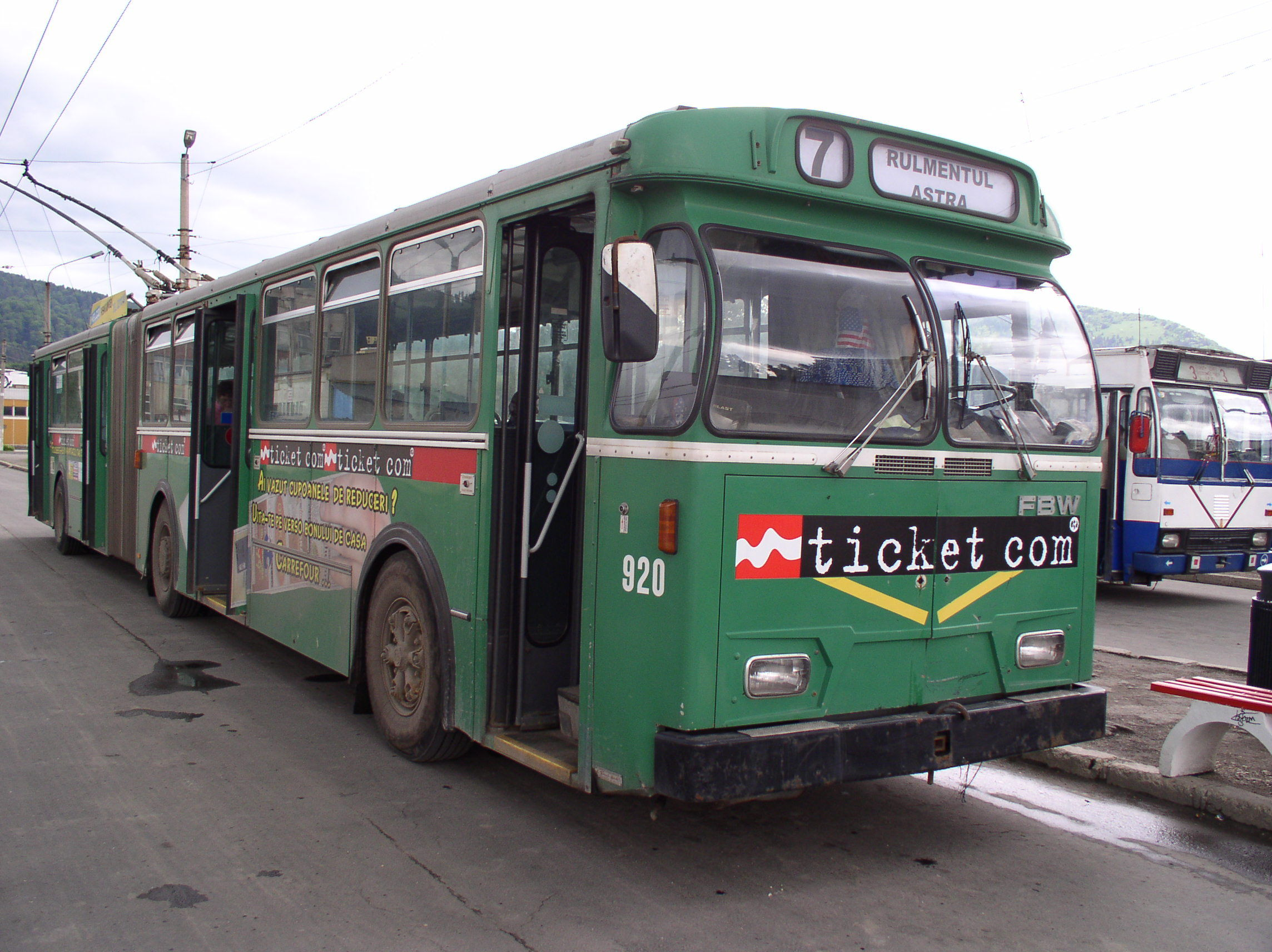
Troleibuz FBW/Hess GTS91 pe linia 7. Acest troleibuz a fost cumpărat second-hand din Basel.